# 13e escadre de chasse
La 13e escadre de chasse est une ancienne unité de chasse de l'Armée de l'air française créée en mars 1955 et dissoute en juin 1995.

## Historique
Il est décidé le 1er mars 1955 de créer la « 13e escadre de chasse tout temps » (13e ECTT) à Lahr dans le land de Bade-Wurtemberg en Allemagne de l'Ouest. Les pilotes de la nouvelle escadre volent sur T-33 en attendant l'arrivée de soixante chasseurs F-86K Sabre. Le premier Sabre arrive le 4 septembre 1956.
Le 1er avril 1957 la 13e ECTT quitte l'Allemagne pour s'installer sur la toute nouvelle BA132 de Colmar en Alsace. L'escadre est équipée de soixante F-86K et de huit T-33. 
L'escadre comporte alors deux escadrons, le 1/13 Artois et le 2/13 Alpes, dont la mission est l'interception tout temps. 
En avril 1962, le 1/13 commence sa transformation sur le chasseur delta Mirage IIIC, rapidement suivi par le 2/13. Les F-86K sont confiés au nouvel ECTT 3/13 (il n'a pas de nom de baptême) qui les utilise jusqu’au 25 septembre. L'escadre devient « 13e escadre de chasse ».   
En avril 1965, le 2/13 Alpes passe sur Mirage IIIE, rapidement imité par le 1/13 au cours de deux mois suivants. 
Le 1er mars 1972, un troisième escadron est formé, l'escadron de chasse 3/13 Auvergne. Il vole dès sa création sur des Mirage 5F initialement prévus pour Israël, mais bloqués en France, à la suite de l'embargo décidé par le général de Gaulle. Le 2/13 passe également sur Mirage 5F entre le 8 janvier et le 30 mars 1977. Le 1/13 continue de voler sur Mirage IIIE.
Les Mirage IIIB et IIIBE de l'EC 2/2 Cote d'Or sont transférés au 1/13. 
Le 26 juin 1992 le retrait officiel des derniers Mirage IIIE du 1/13 est marqué par une cérémonie.
Le Mirage F1CT arrive dans l'escadre le 6 novembre 1992 au sein de l'Artois. Le 23 avril 1993 des F1CT sont versés au 3/13.   
Les 1/13 et 3/13 sont dissous le 1er août 1993 et sont renommés respectivement 1/13 Normandie-Niemen et 3/13 Alsace. Le 2/13 Alpes est enfin dissous le 3 juin 1994.
La 13e escadre de chasse est finalement dissoute le 23 juin 1995. Le 1/13 devient le 2/30 Normandie-Niemen, le 3/13 Alsace devenant le 1/30 Alsace.

## Escadrons

### Artois
- Escadron de chasse tout temps 1/13 Artois (du 1er avril 1956 au 1er mars 1972)
- Escadron de chasse 1/13 Artois (du 1er mars 1972 au 1er août 1993)

### Alpes
- Escadron de chasse tout temps 2/13 Alpes (du 1er avril 1956 au 1er mars 1972)
- Escadron de chasse 2/13 Alpes (du 1er mars 1972 au 31 juillet 1994)

### Auvergne
- Escadron de chasse 3/13 Auvergne (du 1er mars 1972 au 1er août 1993)

### Alsace
- Escadron de chasse 3/13 Alsace (du 1er août 1993 au 23 juin 1995) recréé le 26 juin 1995 en tant qu'escadron de chasse 1/30 Alsace.

### Normandie-Niemen
- Escadron de chasse 1/13 Normandie-Niemen (du 1er août 1993 au 23 juin 1995) aujourd'hui actif en tant qu'escadron de chasse 2/30 Normandie-Niémen

## Bases
Sur les 39 années de son existence, la 13e escadre en a passé 38 sur la base alsacienne de Colmar. 
- BA139 Lahr (du 1er avril 1956 au 1er avril 1957)
- BA132 Colmar-Meyenheim (du 1er avril 1957 au 23 juin 1995)

## Appareils
- North American F-86K Sabre (du 1er avril 1956 à 1962)
- Dassault Mirage IIIC (de janvier 1962 à 1965)
- Dassault Mirage IIIE (d'avril 1965 au 26 juin 1992)
- Dassault Mirage IIIB (du 27 juin 1986 à janvier 1992)
- Dassault Mirage IIIBE (du 27 juin 1986 au 3 juin 1994)
- Dassault Mirage 5F (du 1er mars 1972 au 3 juin 1994)
- Dassault Mirage F1CT (du 6 novembre 1992 au 23 juin 1995)

## Personnalités ayant servi au sein de l'escadre
- Roger Furst (1912-1972), compagnon de la Libération, commandant de l'escadre en 1957.
- Joseph Risso (1920-2005), compagnon de la Libération.

## Sources
- La Force Aérienne Tactique 1965-1994 Association Point Fixe, 1998